# HD 159358
HD 159358，又名BD-11 4411，SAO 160653、HR 6544，是一颗恒星，视星等为5.55，位于銀經13.86，銀緯11.4，其B1900.0坐标为赤經17h 29m 12.6s，赤緯-11° 11.4′ 27″。